# ساندور تشوارتز
ألكسندرو تشوارتز (بالرومانية: Sándor Schwartz)‏ الشهير باسم ساندرو تشوارتز (18 يناير 1909 - 26 يونيو 1974) لاعب كرة قدم روماني راحل كان يجيد اللعب في خط الدفاع.
لعب طوال مسيرته الرياضية في أندية أونيريا ألبا يوليا (1925) أراد (1926-1928) أميف أراد (1928) زيغيدي (1928-1930) ريبنسيا تيميشوارا (1930-1939) مينيرول لوبيني (1939-1940).
مثل منتخب رومانيا في 10 مباريات مسجلا 8 أهداف (1932-1937). شارك مع منتخب رومانيا في بطولة كأس العالم 1934 في إيطاليا حيث خرج من الدور الثمن النهائي.

## وصلات خارجية
- ساندور تشوارتز على موقع الاتحاد الدولي (مؤرشف)  (الإنجليزية)
- ساندور تشوارتز على موقع قاعدة بيانات كرة القدم.إي يو (الإنجليزية)
- ساندور تشوارتز على موقع ناشيونال فوتبول تيمز (الإنجليزية)

- سيرة ذاتية